# Rivale (Oper)
Rivale ist eine Kammeroper der italienischen Komponistin Lucia Ronchetti (Musik und Libretto).

## Handlung
Die Oper ist in drei umfangreiche Szenen gegliedert, die die Wandlung der Clorinda nachzeichnen. Sie befindet sich als sarazenische Prinzessin in einem unauflöslichen inneren Widerspruch zwischen ihrer Ehre als Kämpferin gegen die christlichen Kreuzfahrer und ihrer Liebe für ihren Gegner, den normannischen Fürsten Tancrede. Die Handlung besteht aus einem inneren Monolog über diesen Konflikt, der insbesondere durch ihre Reise in einen verzauberten Wald, in dem Gedanken, Emotionen und innere Zwänge offengelegt werden, Ausdruck findet.

## Gestaltung

### Instrumentation
Die Orchesterbesetzung der Oper enthält die folgenden Instrumente:
- Bratsche
- Blechbläser
- Schlagwerk

### Musik
Die Musik gibt im Barock-Stil der tonmalerischen Naturbeschreibung das Geflüster und das Lamento im verzauberten Wald wieder. Die Schlachtszenen werden insbesondere durch Percussion geprägt. Die Musik legt dabei ein vielschichtige harmonische Reise durch viele Jahrhunderte und Gattungen zurück und dringt in musikalische Territorien vor, die von Perotin bis zu Led Zeppelin reichen. Der Bratsche kommt die Aufgabe zu, das Bild Tancredes immer wieder wachzurufen. Dagegen werden die Blechbläser „vokalisiert“, während die Stimme ihrerseits „instrumentalisiert“ wird (u. a. in der Technik des Beatboxing).

### Libretto
Lucia Ronchetti erzählt die „Selva de Saron“-Episode aus Torquato Tassos Epos La Gerusalemme liberata aus der Sicht der muslimischen Kriegerin Clorinda. Der monologische Text besteht aus inneren Szenen, die die Erinnerungen, Gedanken und Emotionen dieser Frau reflektieren. Durch eine gezielte Auswahl aus den französischen Versen hat die Komponistin ihren Text vom epischen und erhabenen Ton der Barock-Oper entfernt.

## Geschichte

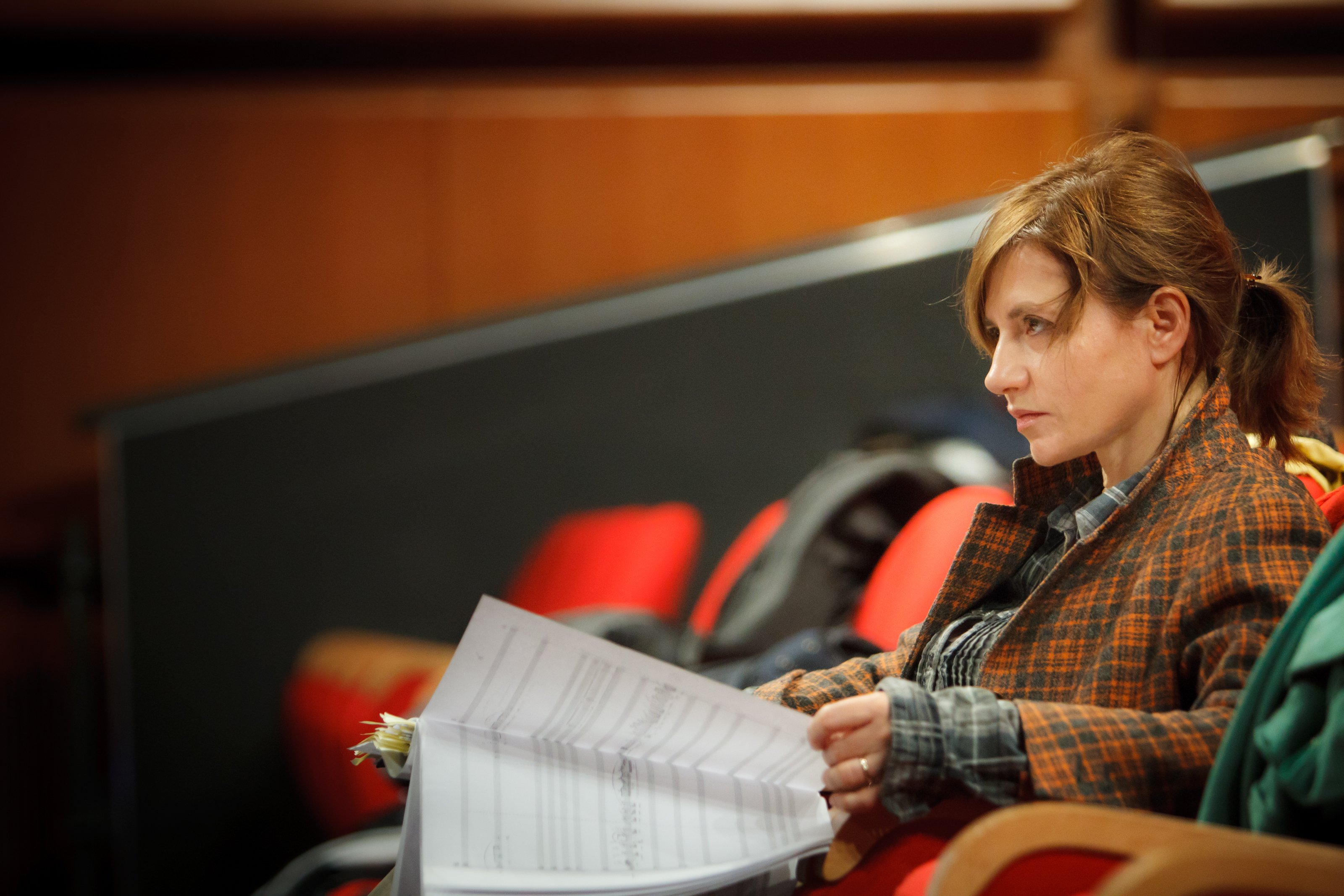
Lucia Ronchetti

### Entstehung
Das Werk ist eine Auftragsarbeit der Staatsoper Berlin unter Beteiligung des Staatstheaters Braunschweig. Die Idee zu diesem Werk entstand unter dem Eindruck der Lektüre eines vergessenen Librettos, das Antoine Danchet 1701 für André Campras Oper Tancrède geschrieben hatte.

### Rezeption
Die Uraufführung fand am 8. Oktober 2017 anlässlich der Wiedereröffnung der Staatsoper Berlin nach mehrjährigen Bauarbeiten statt. Die Inszenierung leitete Isabel Ostermann, die musikalische Leitung lag bei Max Renne, und die Titelrolle wurde von Amira Elmadfa gesungen.